# Puteaux SA 18
El Puteaux SA 18 era un cañón de tanque francés, empleado desde la Primera Guerra Mundial en adelante, principalmente a bordo de vehículos blindados de combate. 

## Descripción
Era un cañón sencillo y fiable, con una alta cadencia de disparo gracias a su sistema de cierre semiautomático. Fue destinado principalmente para emplearse contra infantería y nidos de ametralladora, ya que su baja velocidad de boca lo hacía inadecuado como cañón antitanque. Aunque su penetración de blindaje era pobre, incluso en una fecha tan tardía como 1939 era suficiente para enfrentarse a vehículos ligeramente blindados. El cañón era operado por un solo soldado y era sencillo de emplear, con una baja tasa de atascos. Se apuntaba con una mira telescópica, montada en el lado izquierdo del cañón.

## Detalles técnicos
La longitud de su caña era de 21 calibres (L/21). Aunque su cadencia de disparo máxima era de 15 disparos/minuto, su cadencia efectiva era de solo 10 disparos/minuto. Después de disparar, el cierre se abría y eyectaba la vaina vacía automáticamente. El cañón solamente era operado por el artillero y se apuntaba a través de una sencilla mira telescópica de 1x aumento.
Este cañón era el armamento principal estándar de los tanques ligeros franceses, siendo montado a bordo del Renault FT-17 en la Primera Guerra Mundial. En la Segunda Guerra Mundial, fue empleado en los tanques ligeros Renault R35, Hotchkiss H35 y  H-38, FCM 36 y varios modelos de automóviles blindados franceses, principalmente el White-Laffly AMD 50.
En el ejército polaco, el cañón wz.18 Puteaux fue empleado a bordo de los tanques ligeros Renault FT-17, Renault R-35 y Hotchkiss H-35, los vehículos blindados Peugeot modelo 1914 y los vehículos blindados Samochód pancerny wz. 28, Samochód pancerny wz. 29 y Samochód pancerny wz. 34. También fue empleado a bordo de algunos cañoneros fluviales y trenes blindados polacos.

## Vehículos armados con el Puteaux SA 18
- Peugeot modelo 1914
- Renault FT-17
- Renault R35
- FCM. 36
- T-18 (Cañón Modelo 28 37 mm)